# Pseudomalmea diclina
Pseudomalmea diclina là loài thực vật có hoa thuộc họ Na. Loài này được (R.E. Fr.) Chatrou miêu tả khoa học đầu tiên năm 1998.